# Rage Against the Machine
Rage Against the Machine (Rage o RATM) és una banda dels Estats Units de Rapcore fundat l'any 1990 per Tom Morello i Zack de la Rocha. Juntament amb Tim Commerford i Brad Wilk, el grup va tocar durant tota la dècada dels anys 90 fins a la seva dissolució l'any 2000. Després es van prendre un descans indefinit fins que l'abril de 2007 i coincidint amb la dissolució de Audioslave van anunciar el seu retorn al festival de música de Coachella a Califòrnia, era la primera vegada que tocaven tots junts en set anys. Arran d'això, la banda ha continuat fent concerts en diversos festivals. Fins i tot no es descarta la possibilitat de treure un nou disc. El grup es caracteritza pel rap de la Rocha, els efectes de guitarra de Tom Morello i les accions politiques fora de l'escena musical d'extrema esquerra.

## Història

### Fundació
La història del grup es remunta a quan encara el Zack i el Tim anaven a l'escola, allà, es van fer amics quan el Tim li va ensenyar a robar menjar del menjador de l'escola. Poc després, Zack li va mostrar la seva passió per la música i va començar a tocar el baix. Ell també tocà la guitarra en un grup anomenat "Hardstance".
Mentrestant Tom Morello toca la guitarra a Libertyville en diversos grups de "garatge" i decideix traslladarse a Los Angeles per formar un bon grup de rock. En un club de rap escolta a Zack de la Rocha i quan s'adona que tots dos coincideixen en idees polítiques, no dubta a reclutar-lo per al seu grup. Brad Wilk respon a un anunci on es busca bateria fet pel Tom i Zack avisa al seu amic Tim.
Rage against the Machine ha nascut.

### 1991-1992: Inicis
El primer concert del grup el fan en un garatge amb amics seus de públic. Només disposen de cinc cançons però al públic li agraden tant que han que repetir-les. Decideixen llençar-se: enregistren dotze cançons en un estudi local que aniran venent després de les actuacions que faran per clubs de Los Angeles. D'aquest CD se'n vendran cinc mil còpies. Es van fent un nom a l'escena musical a poc a poc i aconsegueixen tocar per primer cop en un gran concert: Porno for Pyros.
En tant que joves talents aconsegueixen firmar pel segell discogràfic Epic Records (filial de Sony BMG) i treuen a la llum el seu primer disc Rage Against the Machine
El nom de Rage Against The Machine era el títol d'una cançó de l'anterior grup de Zack de la Rocha però que no va ser publicada a causa de la separació del grup. Quan Zack de la Rocha i Tom Morello decideixen formar el grup creuen que és un nom adequat a les idees que volen plasmar a les seves cançons. Segons Tom Morello, "The Machine" representa la mundialització, el racisme, l'elitisme, la indiferència, entre d'altres.

### 1992-1996 Rage Against The Machine: època d'or
Amb l'aparició del seu primer disc l'any 1992 es donaran a conèixer mundialment gràcies a temes com Killing in the Name, Wake Up, Know your Enemy o Freedom i aconsegueixen fer arribar el seu missatge amb ells.
La portada del CD mostra al monjo Thích Quảng Đức immolant-se en contra la pressió del govern dictatorial sud-vietnamita, aquest esdeveniment és previ a la guerra del Vietnam. La brutalitat de la imatge dona una idea del contingut de les cançons que es troben al disc.

### 1996-2000 Evil Empire, The Battle of Los Angeles i Renegades: la caiguda
- Quatre anys després de l'aparició del seu primer àlbum surt al mercat el segon disc Evil Empire que arribarà al nº 1 del Billboard, l'èxit més reconegut d'aquest àlbum és el tema Bulls on Parade on Tom Morello emula el so de l'"scratching" d'una platina de DJ amb la seva guitarra durant el solo.

A la coberta d'aquest àlbum es veu un superheroi amb Evil Empire escrit a sota, la gamma de colors i l'estil de dibuix és semblant al que utilitzava la U.R.S.S. a les seves propagandes i el terme Evil Empire (Imperi del Mal) va ser utilitzat per qualificar la Unió Soviètica al període de guerra freda però el fet d'utilitzar un superheroi ("invenció" totalment americana) al dibuix fa pensar que el "Imperi del Mal" siguin els Estats Units.
- El 1999 veu la llum el penúltim disc abans la dissolució anomenat The Battle Of Los Angeles amb temes que esdevindran grans èxits del grup com Testify, Guerrilla Radio o Sleep Now In The Fire. Per la gravació del vídeo d'aquest últim single faran un concert improvisat a les portes de Wall Street que obligarà a tancar les portes de l'edifici. Aquest cop era el segon que tancaven les portes, el primer va ser pel Crack del 29. També fou aquest any quan el seu tema Wake Up va ser inclòs a la banda sonora de la pel·lícula de culte dels germans Wachowski The Matrix.

- Renegades és l'últim Disc de RATM que només inclou covers d'altres grups, ha estat publicat l'any 2000.

- A partir de la publicació d'Evil Empire les relacions entre els membres del grup van anar empitjorant, cosa que els va conduir a la separació indefinida.

Des de llavors Zack de la Rocha va començar el seu projecte solista mentre que els altres membres van reclutar al cantant Chris Cornell i formen Audioslave.

### 2007: el Retorn
L'any 2007 van reagrupar-se de nou coincidint amb la dissolució de Audioslave i no descarten la sortida d'un nou àlbum i tornar a fer una gira.

## Estil
L'estil de RATM és una barreja de diferents estils aportats per cadascun del membres.
Zack de la Rocha amb els seus rugits de fúria a més del rap que tant caracteritza la banda.
Tom Morello utilitza riffs inspirats del heavy metal i del punk a més a més dels efectes que executa en la quasi totalitat de les cançons.Tim Commerford toca el baix amb clares influències del funk i jazz
La bateria de Brad Wilk té un so de funk.

## Polèmiques
Si per alguna cosa és coneguda Rage Against The Machine a part per la seva música són les seves actuacions provocadores que els han permès fer-se un lloc en tots els mitjans de comunicació.

## Discografia
- Rage Against the Machine, 1992
- Evil Empire, 1996
- The Battle of Los Angeles, 1999
- Renegades, 2000